# Шивилу
Хеберо (Chebero, Jebero, Shiwilu, Xebero, Xihuila) — индейский язык, который относится к кауапананской семье языков (вместе с языком чаяуита), на котором говорит народ хеберо, проживающий в округе Хеберос (между реками Мараньон и Уальяга) провинции Альто-Амасонас региона Лорето в Перу.
Дети овладевают языком, если их родители являются двуязычными (хеберо и испанский), но обычно переходят на испанский из-за отсутствия двуязычной образовательной программы (2007). Носителям хеберо 30 и более лет.